# Quá trình thu nhiệt

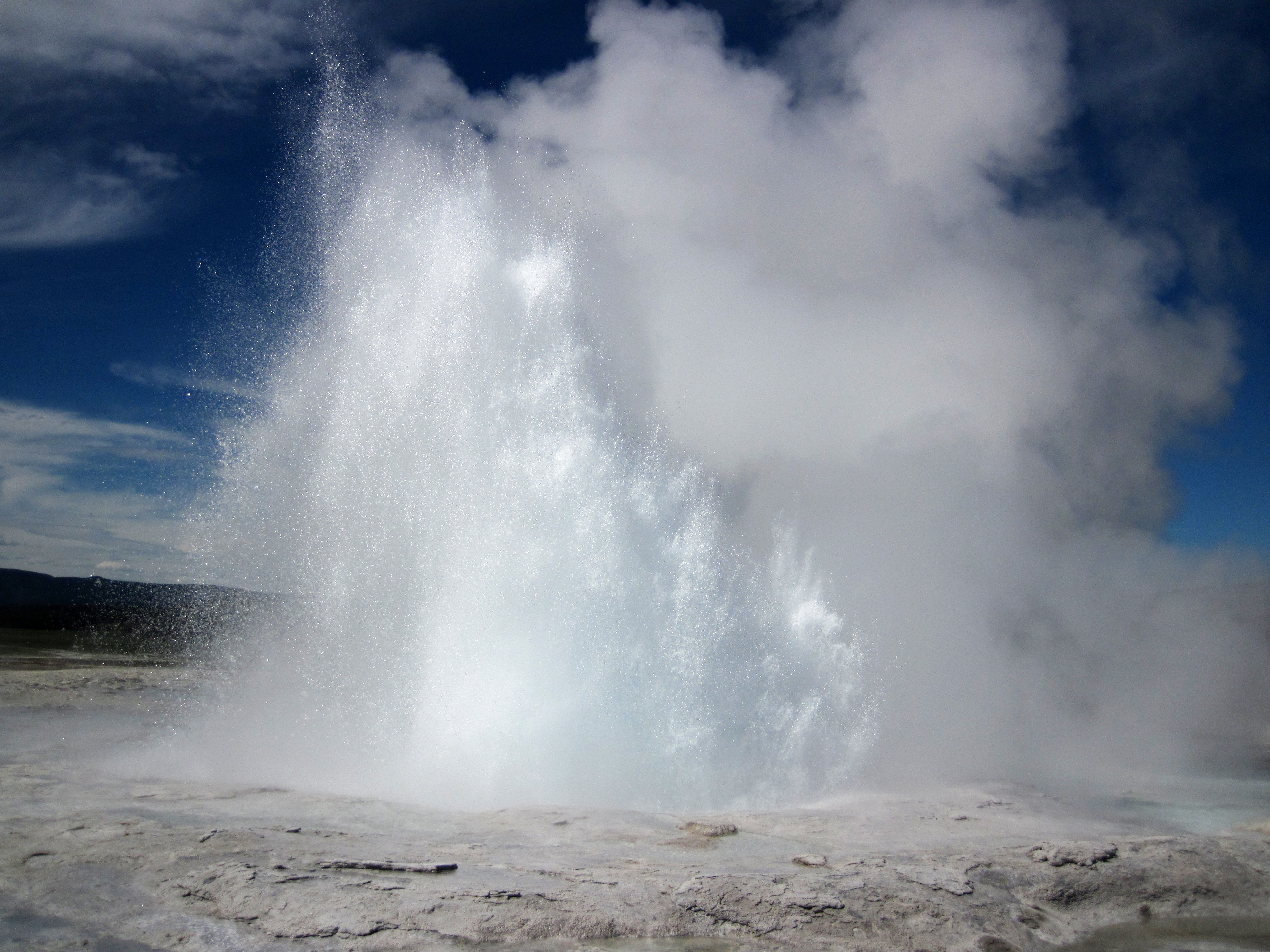
Sự bay hơi là một ví dụ của quá trình thu nhiệt. Trong ảnh là mạch nước nóng Fountain Geyser tại Vườn Quốc gia Yellowstone.

Trong nhiệt động hóa học, một quá trình thu nhiệt (endothermic process) là bất kỳ quá trình nào với sự gia tăng entanpi H (hay nội năng U) của hệ. Trong một quá trình như vậy, một hệ kín thường hấp thụ năng lượng nhiệt từ môi trường xung quanh, chính là nhiệt trao đổi vào hệ. Nó có thể là một quá trình hóa học, chẳng hạn khi hòa tan nhôm nitrat vào nước, hay một quá trình vật lý, chẳng hạn sự nóng chảy của nước đá.
Thuật ngữ này được đặt ra bởi nhà hóa học Pháp ở thế kỷ 19, Marcellin Berthelot với từ gốc tiếng Hy Lạp endo-, bắt nguồn từ "endon" (ἔνδον) nghĩa là "bên trong", và từ gốc "therm" (θερμ-), nghĩa là "nóng" hay "ấm", ngụ ý rằng quá trình phụ thuộc vào việc hấp thụ nhiệt nếu nó vẫn còn tiếp tục. Ngược lại với một quá trình thu nhiệt là một quá trình tỏa nhiệt (exothermic process), tức là quá trình phát ra hoặc tỏa ra năng lượng, thường ở dạng nhiệt và đôi khi là năng lượng điện. Do đó với mỗi thuật ngữ (endothermic và exothermic), tiếp đầu ngữ chỉ nơi mà nhiệt (hay năng lượng điện) đi và đến khi quá trình xảy ra.

## Trong hóa học
Do các liên kết bị phá vỡ và tạo ra trong các quá trình khác nhau (thay đổi trạng thái, phản ứng hóa học), thường có sự thay đổi năng lượng. Nếu năng lượng của các liên kết được tạo ra lớn hơn năng lượng của các liên kết bị phá vỡ thì năng lượng được giải phóng ra, được gọi là phản ứng tỏa nhiệt. Tuy nhiên nếu nhiều năng lượng cần thiết để phá vỡ các liên kết hơn là năng lượng được tỏa ra, thì khi đó có sự thu vào năng lượng. Do đó, nó là một phản ứng thu nhiệt.
Một quá trình có tự phát hay không không chỉ phụ thuộc vào sự thay đổi entanpi mà còn vào sự thay đổi entropy (∆S) và nhiệt độ tuyệt đối T. Nếu một quá trình là quá trình tự phát ở một nhiệt độ nhất định, các chất sản phẩm cần phải có có năng lượng tự do Gibbs G = H – TS thấp hơn các chất ban đầu (một quá trình xuất công), mặc dù entanpi của các chất sau phản ứng có thể cao hơn. Do đó, một quá trình thu nhiệt tự phát thường cần một sự tăng entropy được ưu tiên trong hệ để vượt qua được sự tăng entanpi không được ưu tiên sao cho vẫn có ∆G < 0. Trong khi các sự chuyển pha thu nhiệt sang các trạng thái kém trật tự hơn với entropy cao hơn, chẳng hạn sự nóng chảy và hóa hơi là thường thấy, các quá trình hóa học tự phát ở nhiệt độ bình thường hiếm khi là thu nhiệt. Sự tăng entanpi ∆H >> 0 trong một quá trình thu nhiệt mạnh mẽ trong lý thuyết thường dẫn đến ∆G = ∆H –T∆S > 0, có nghĩa là quá trình sẽ không xảy ra trừ khi năng lượng điện hay photon được cung cấp. Một ví dụ về quá trình thu nhiệt và xuất công là phản ứng quang hợp:
C6H12O6 + 6 H2O → 12 H2 + 6 CO2,     ∆rH° = +627 kJ/mol,  ∆rG° = -31 kJ/mol

## Ví dụ
- Sự hóa hơi và nóng chảy
- Sự thăng hoa
- Phản ứng cracking của các alkan
- Phản ứng nhiệt phân
- Phản ứng thủy phân
- Sự tổng hợp hạt nhân của các nguyên tố nặng hơn nickel trong lõi các ngôi sao
- Các nơtron năng lượng cao có thể sản xuất ra triti từ lithi-7 trong một quá trình thu nhiệt, tiêu thụ 2.466 MeV. Điều này được phát hiện trong vụ thử nghiệm hạt nhân Castle Bravo năm 1954 sản sinh ra năng lượng cao hơn dự kiến.[4]
- Phản ứng nhiệt hạch của các nguyên tố nặng hơn sắt trong các vụ nổ siêu tân tinh [5]
- Sự hòa tan của bari hydroxide và nhôm chloride
- Sự hòa tan trong dung dịch axit citric và baking soda[6]

## Phân biệt giữa thu nhiệt và nội nhiệt
Các thuật ngữ "thu nhiệt" và "nội nhiệt" ("endothermic" và "endotherm") đều có nguồn gốc từ tiếng Hy Lạp ἔνδον endon nghĩa là "bên trong" và θέρμη thermē nghĩa là "nhiệt", nhưng tùy thuộc vào ngữ cảnh, chúng có thể có những ý nghĩa khác nhau.
Trong vật lý, cụ thể trong nhiệt động lực học áp dụng cho các quá trình liên quan tới một hệ và môi trường xung quanh của nó, thuật ngữ "thu nhiệt" được sử dụng để mô tả một phản ứng trong đó năng lượng được lấy vào "bên trong" bởi hệ. Quá trình ngược lại, một phản ứng "tỏa nhiệt", giải phóng năng lượng "ra bên ngoài".
Trong sinh học, sự điều hòa thân nhiệt là khả năng của một sinh vật có thể duy trì nhiệt độ cơ thể của nó, và thuật ngữ "nội nhiệt" được sử dụng để chỉ một sinh vật có thể làm được điều đó bằng các chức năng cơ thể từ "bên trong", ngược lại với sinh vật "ngoại nhiệt", phải dựa vào các nguồn nhiệt từ môi trường bên ngoài để duy trì một nhiệt độ phù hợp.